# فيرنون كارول بورتر
فيرنون كارول بورتر (بالإنجليزية: Vernon Carroll Porter)‏ هو فنان أمريكي، ولد في 1896 في كليفلاند في الولايات المتحدة، وتوفي في 1982 في بيكسكيل في الولايات المتحدة.